# Boenninghausenia białokwiatowa
Boenninghausenia białokwiatowa (Boenninghausenia albiflora (Hook.) Rchb. ex Meisn.) – gatunek roślin z rodziny rutowatych (Rutaceae). Reprezentuje monotypowy rodzaj boenninghausenia Boenninghausenia. Występuje we wschodniej i południowo-wschodniej Azji – w Himalajach, Chinach i na Półwyspie Inchochińskim, na Tajwanie, na Wyspach Japońskich (w południowej i środkowej ich części), na Filipinach, Jawie, Celebesie i Małych Wyspach Sundajskich. Rośnie w widnych lasach i w formacjach trawiastych, w strefie międzyzwrotnikowej występuje na obszarach górskich. Kwitnie i owocuje od maja do listopada.
Roślina uprawiana jest jako ozdobna, także w Polsce.

## Morfologia
PokrójSmukła roślina zielna osiągająca do 1,2 m wysokości. Pędy są nagie lub owłosione.
LiścieSkrętoległe, silnie pierzasto lub potrójnie podzielone, liczba listków sięga 27. Liście osiągają do 16 cm długości. Poszczególne listki są jajowate do zaokrąglonych, osiągają do 2,5 cm długości.
KwiatyZebrane w wiechy osiągające do 0,6 m długości wyrastające na szczytach pędów lub w kątach liści. Kwiaty są czterokrotne. Przed rozwinięciem w pąkach jajowatych do walcowatych. Działki kielicha do nieco ponad 1 mm długości. Płatki korony jajowate do eliptycznych, na szczycie zaokrąglone lub zaostrzone, o długości do 6 mm. Pręcików jest 8 (rzadko 5–7). Zalążnia osadzona jest na wydłużonym gynoforze. Powstaje z 4 owocolistków i zwieńczona jest pojedynczym słupkiem. W komorach znajduje się od 4 do 8 zalążków.
OwoceW każdym kwiecie powstają cztery mieszki zawierające po kilka czarnych, nerkowatych nasion.

## Systematyka
Przedstawiciel podrodziny Rutoideae w obrębie rodziny rutowatych (Rutaceae). Rodzaj jest siostrzany względem Thamnosma, a wobec tych obu siostrzanym jest ruta Ruta.